# Iglesia de la Sagrada Familia (Kaliningrado)
La Iglesia de la Sagrada Familia (en ruso: Кирха Святого Семейства; antes en alemán: Kirche zur Heiligen Familie) es una iglesia católica de ladrillo neogótico en Kaliningrado, Rusia. Fue construida en el distrito de la ciudad Haberberg de Königsberg , cerca del río Pregel , entre 1904 y 1907. Las autoridades locales han rechazado devolverla a la comunidad católica.

## Descripción
La iglesia fue diseñada por el arquitecto Friedrich Heitmann y fue construida por los inmigrantes católicos que venían a Königsberg . La iglesia se mantuvo prácticamente ilesa durante la Segunda Guerra Mundial. Fue utilizado por el Ejército Rojo como un lazareto inmediatamente después de la guerra, y luego como un depósito de fertilizantes.

### Filarmónica de Kaliningrado
En el comienzo de la década de 1980 la iglesia fue restaurada un poco y comenzó a funcionar como la sala de conciertos de la Filarmónica de Kaliningrado. Esto hizo posible la instalación de un nuevo órgano, que con sus 44 registros y 3600 tubos se convirtió en uno de los favorito e incluso de los mejores de la academia de música de San Petersburgo.

### Reloj
Durante la restauración de la iglesia en la década de 1980, se instaló en ella el actual reloj, importado de la cercana Kreuzkirche.